# Pomrčina Mjeseca
Pomrčina ili eklipsa (gr. ἔκλειψις, ékleipsis - izostavljanje, izostajanje) je pojava pri kojoj jedno nebesko tijelo tijelo u potpunosti ili većim dijelom zaklanja drugo ili ulazak jednoga nebeskog tijela u sjenu drugoga.
Pomrčina Mjeseca nastaje ulaskom Mjeseca u Zemljinu sjenu, vidi se s cijele Zemljine noćne polutke, pritom je Mjesec obasjan zagasito crvenom svjetlošću koja se raspršila prolazeći kroz Zemljinu atmosferu. Pomrčina Mjeseca nastaje kada je Mjesec pun, a stožac Zemljine sjene udaljen je najviše 11° od jednoga Mjesečevog čvora. Kako Zemljina sjena tim područjem prolazi svakih 21 do 22 dana, a uštap se ponavlja svakih 29.53 dana, u jednoj godini mogu biti najviše 3 pomrčine Mjeseca, a nekih se godina ne dogodi ni jedna. Površina Zemljine sjene nekoliko je puta veća od površine Mjeseca, pa Mjesec može kroz sjenu prolaziti do 1 sat 47 minuta.
Zbroj pomrčina Mjeseca i Sunca u godini ne može biti veći od 7, a manji od 2. Najčešće se zbivaju po dvije pomrčine Sunca i Mjeseca, a najviše se mogu dogoditi tri Mjesečeve i četiri Sunčeve, ili dvije Mjesečeve i pet Sunčevih. Budući da se pomrčina Mjeseca vidi s cijele tamne Zemljine polulopte, a pomrčina Sunca samo s uskoga pojasa, čini se da se pomrčina Mjeseca zbiva češće od pomrčine Sunca, iako je obrnuto. Pomrčine se zbivaju gotovo u istom redoslijedu nakon 18 kalendarskih godina i 11 i 1/3 dana, ili 10 i 1/3 dana ako razdoblje obuhvaća 5 prijestupnih godina, odnosno 12 i 1/3 dana ako obuhvaća samo 3 prijestupne godine, što se može dogoditi na prijelazu stoljeća (Sarosov period).
Potpunom pomrčinom Mjeseca nazivamo pojavu kada cijeli Mjesec uđe u Zemljinu sjenu. Pojava kada samo dio Mjesečevog diska uđe u Zemljinu sjenu naziva se djelomična pomrčina. Ako Mjesec prolazi samo kroz Zemljinu polusjenu, govorimo o pomrčini u polusjeni. Za vrijeme potpune pomrčine Mjesec nikad ne pada u potpuni mrak, nego poprima jednu crveno-smeđu nijansu. Ova je pojava posljedica loma svjetlosti (refrakcije) u Zemljinoj atmosferi koja najviše raspršuje plavu svjetlost (zbog čega je nebo danju plavo), a najmanje crvenu. Crvena svjetlost koja se ne rasprši potpuno u Zemljinoj atmosferi nastavlja (nakon loma) svoj put prema Mjesecu i čini ga crvenim. Ponekad se, kad je Mjesec u vrijeme pomrčine blizu obzora, može dogoditi da se istovremeno nad obzorom vide i Sunce i Mjesec, što se čini nemogućim s obzirom na to da bi se Zemlja trebala nalaziti točno između ova dva tijela. I ova je pojava posljedica loma svjetlosti u Zemljinoj atmosferi. Sva tri tijela zaista se nalaze na istom pravcu, no zbog loma svjetlosti, prividni položaji Sunca i Mjeseca su promijenjeni u odnosu na njihove stvarne položaje. Da kojim slučajem Zemlja nema atmosfere, oba bi tijela u tom trenutku bila ispod sjene.

## Vanjske poveznice
- astro.fdst.hr :: Pomrčine Sunca i Mjeseca  Arhivirana inačica izvorne stranice od 14. ožujka 2005. (Wayback Machine)
- Popis budućih vidljivih pomrčina Sunca i Mjeseca s izračunom za pojedine gradove može se vidjeti na mrežnoj stranici Eclipse Calculator - kalkulator pomrčina (primjer za Zagreb) (en.) (pristupljeno 29. travnja 2014.)